# Meryta lucida
Meryta lucida är en araliaväxtart som beskrevs av John William Moore. Meryta lucida ingår i släktet Meryta och familjen Araliaceae. Inga underarter finns listade.